# کایائوشکا
کایائوشکا (به لاتین: Kayaushka) یک منطقهٔ مسکونی در روسیه است که در سرزمین آلتای واقع شده‌است.